# Richebourg (Alto Marne)
Richebourg es una comuna francesa situada en el departamento de Alto Marne, en la región de Gran Este.

## Demografía
| 293 | 271 | 257 | 246 | 249 | 284 | 255 |
| Para los censos de 1962 a 1999 la población legal corresponde a la población sin duplicidades (Fuente: INSEE [Consultar]) |     |     |     |     |     |     |